# Acrolophus acanthogona
Acrolophus acanthogona är en fjärilsart som beskrevs av Edward Meyrick 1919. Acrolophus acanthogona ingår i släktet Acrolophus och familjen Acrolophidae. Inga underarter finns listade i Catalogue of Life.